# Na Hyun
Na Hyun (né en 1970) est un réalisateur et scénariste sud-coréen. Il fait ses débuts de réalisateur en 2017 avec le film The Prison. Succès critique et commercial (presque 3 millions d'entrées au box-office sud-coréen), ses droits de distribution sont vendus dans 62 pays avant même sa sortie dans les cinémas locaux,.

## Filmographie

### Scénariste
- Mokpo, Gangster's Paradise (2004)
- Spin Kick (2004)
- May 18 (2007)
- Forever the Moment (2008)
- Heartbreak Library (en) (2008)
- Leafie, une poule dans la nature (en) (2011)
- Les Soldats de l'espoir (2011)
- South Bound (2013)
- The Prison (2017)

### Réalisateur
- I Don't Know You (court métrage, 2012)
- The Prison (2017)
- Yaksha, un démon en mission (2022)

### Script
- Spin Kick (2004) - scénarimage
- Summer Snow (2015)

### Acteur
- Spin Kick (2004)
- Forever the Moment (2008)
- Heartbreak Library (en) (2008)
- The Room Nearby (2009)
- Fly, Penguin (2009)
- Re-encounter (en) (2010)
- Summer Snow (2015)